# Critérium des Abruzzes
Pour les articles homonymes, voir Abruzzo.
Le Critérium des Abruzzes (en italien : Criterium d'Abruzzo) est une course cycliste italienne disputée au début du mois de juillet dans les Abruzzes. Créé en 1993, il n'a plus été disputé depuis 2004 bien que programmé à l'UCI Europe Tour en 2005.

## Palmarès
| Année | Vainqueur            | Deuxième             | Troisième           |
| ----- | -------------------- | -------------------- | ------------------- |
| 1993  | Gianluca Bortolami   | Andrea Ferrigato     | Michele Bartoli     |
| 1994  | Michele Bartoli      | Maximilian Sciandri  | Rolf Sørensen       |
| 1995  | Alberto Elli         | Andrea Ferrigato     | Gian Matteo Fagnini |
| 1996  | Stefano Colagè       | Mirko Gualdi         | Claudio Chiappucci  |
| 1997  | Daniele Nardello     | Giorgio Furlan       | Stefano Colagè      |
| 1998  | Francesco Casagrande | Alessandro Bertolini | Fausto Dotti        |
| 1999  | Pascal Richard       | Gianmario Ortenzi    | Luca Mazzanti       |
| 2000  | Massimo Apollonio    | Alberto Loddo        | Sandro Giacomelli   |
| 2001  | Milan Kadlec         | Ruggero Marzoli      | Sasa Sviben         |
| 2002  | Salvatore Commesso   | Daniele Bennati      | Ruggero Marzoli     |
| 2003  | Matteo Carrara       | Eddy Serri           | Daniele Bennati     |
| 2004  | Enrico Degano        | Matteo Carrara       | Paolo Bossoni       |